# جان بینز (بازیکن فوتبال)
جان بینز (انگلیسی: John Baines؛ زادهٔ ۲۵ سپتامبر ۱۹۳۷) بازیکن فوتبال اهل بریتانیا است.
از باشگاه‌هایی که در آن بازی کرده‌است می‌توان به باشگاه فوتبال کولچستر یونایتد اشاره کرد.